# 前田正裕
前田 正裕（まえだ まさひろ、1920年9月12日 - 没年不詳）は、日本の外交官。

## 経歴
高知県に生まれる。1938年福岡県中学修猷館、1941年旧制福岡高等学校文科甲類を経て、1943年高等文官試験に合格し、東京帝国大学法学部政治学科を卒業。
卒業後、外務省に入省。1961年科学技術庁原子力局国際協力課長、1963年在フィリピン大使館一等書記官、1964年同参事官、1967年在スウェーデン大使館参事官、1969年駐マレーシア公使、1971年駐大韓民国公使、1974年2月衆議院事務局渉外部長を経て、1978年10月駐ドミニカ共和国大使に就任。ジャマイカ大使、バハマ大使を兼務。1984年3月退官。1985年1月ラテンアメリカ協会理事長に就任。
1991年勲二等旭日重光章。

## 著書
- 『コロンブスの野心と挫折：カリブ海で何が起こったか!』（世界の動き社、1992年）
- 『ラテン・アメリカと海：近世対日関係外史』（近代文藝社、1995年）